# جورج دراغومير
جورج دراغومير هو لاعب كرة قدم روماني في مركز الوسط، ولد في 6 أغسطس 2003 في Făurei ‏ في رومانيا. لعب مع FC Brașov (2021) ‏.

## وصلات خارجية
- جورج دراغومير على موقع قاعدة بيانات كرة القدم.إي يو (الإنجليزية)
- جورج دراغومير على موقع Soccerway.com (الإنجليزية)